# Clavija clavata
Clavija clavata är en viveväxtart som beskrevs av Joseph Decaisne. Clavija clavata ingår i släktet Clavija och familjen viveväxter. Inga underarter finns listade i Catalogue of Life.